# علي غونيش
علي غونيش (بالتركية: Ali Güneş)‏ هو لاعب كرة قدم تركي في مركز الوسط، ولد في 22 نوفمبر 1978 في دوناوشينغن في ألمانيا. شارك مع منتخب تركيا تحت 21 سنة لكرة القدم ومنتخب تركيا لكرة القدم. أما مع النوادي، فقد لعب مع بوجاسبور ونادي بشكتاش ونادي فرايبورغ ونادي فنربخشة ونادي قاسم باشا.

## وصلات خارجية
- علي غونيش على موقع اتحاد تركيا (لاعب) (الإنجليزية)
- علي غونيش على موقع قاعدة بيانات كرة القدم.إي يو (الإنجليزية)
- علي غونيش على موقع بيانات كرة القدم. دي إي (الألمانية)
- علي غونيش على موقع ناشيونال فوتبول تيمز (الإنجليزية)
- علي غونيش على موقع Soccerway.com (الإنجليزية)
- علي غونيش على موقع عالم كرة القدم.نت (الإنجليزية)